# Гамбия
 Тази статия е за държавата в Африка.  За реката вижте Гамбия (река).  
Република Гамбия (на английски: Republic of The Gambia) е държава в Западна Африка. Тя е най-малката страна на африканския континент. Разположена е около река Гамбия (Гамбу). Столица на страната е град Банджул.

## География
Гамбия е държава в Западна Африка, разположена покрай долното течение на река Гамбия и се явява полуанклав на територията на Сенегал, с която граничи на север, изток и юг и има граница с дължина 740 km. На запад има 75 km брегова линия с Атлантическия океан. Дължината на страната от запад на изток е 350 km и ширина до 48 km. Границите ѝ са демаркирани през 1889 г. след съгласие между Великобритания и Франция.
Територията на Гамбия се простира между 13°05′ и 13°50′ с.ш. и между 13°47′ и 16°49′ з.д. Крайните точки на страната са следните:
- крайна северна точка – 13°50′ с. ш. 15°04′ з. д. / 13.833333° с. ш. 15.066667° з. д., граница със Сенегал.
- крайна южна точка – 13°05′ с. ш. 16°45′ з. д. / 13.083333° с. ш. 16.75° з. д., граница със Сенегал, на брега на Атлантическия океан.
- крайна западна точка – 13°20′ с. ш. 16°49′ з. д. / 13.333333° с. ш. 16.816667° з. д., на брега на Атлантическия океан.
- крайна източна точка – 13°25′ с. ш. 13°47′ з. д. / 13.416667° с. ш. 13.783333° з. д., на границата със Сенегал.

Територията на Гамбия представлява плоска низинна равнина с максимална височина 53 m, изградена предимно от еоценови и плиоценови пясъчници и кватернерен алувий. Равнината се простира на 350 km навътре в континента покрай двата бряга на широката (до 20 km в устието) и пълноводна река Гамбия (1130 km). Страната е бедна на полезни изкопаеми. Има само малки залежи на илменит.
Климатът е екваториално-мусонен с дъждовно лято (от юни до октомври) и суха зима (от ноември до май). В столицата Банджул средната юлска температура е 27°С, а средната февруарска 23°С. Годишната сума на валежите е от 750 – 1000 mm във вътрешността на страната до 1300 – 1500 mm по крайбрежието. В растителната покривка преобладават типичните савани с акации и баобаби. По долината на река Гамбия са развити галерийни вечнозелени тропични гори, а в нейния естуар – мангрови гори. Горите заемат 29,2% от територията на страната, в т.ч. 34 000 ха са в резервати и национални паркове. Животинският свят през годините на европейската колонизация е бил силно изтребен и много от животните, срещащи се по-рано (диви свине, анилопи, леопарди), се срещат много рядко. Има голямо количество маймуни (в тропичните гори), хипопотами, крокодили, птици и насекоми, а в крайбрежните води различни видове риби.

## История
Първите писмени сведения за региона са записки на арабски търговци от 9 и 10 век. През 1066 година жителите на Текрур, кралство което се намира на север от река Сенегал, стават първите негри в Африка, които приемат исляма. Мюсюлмански търговци правят транссахарски преходи за търговия с роби, злато и слонова кост. В началото на 14 век, голяма част от днешна Гамбия е част от империята Мали. Португалците пристигат в областта през 1447 година, и започват да доминират в тази търговия (откривател е португалският мореплавател А. Кадамости).
През 1588 година претендентът за португалския трон Антонио продава изключителните търговски права над река Гамбия на английски търговци; това става с разрешението на кралица Елизабет I. През 1618 година Джеймс I дава разрешение за създаване на Британската компания за търговия с Гамбия и Златен бряг (сега Гана). Между 1651 и 1661 г., част от Гамбия е (индиректно) колония на полско-литовската държава – била е купена от Курландския принц Якуб Кетлер. По онова време Курланд, в днешна Латвия, е владение на полско-литовската държава. Курландците се установяват на остров Джеймс. Те го наричат остров Св. Андрюс и го използват като търговска база от 1651 до 1661 година когато е пленен от англичаните.
В края на 17-и и през 18 век Англия и Франция водят продължителна борба за политическо и търговско надмощие в районите на реките Сенегал и Гамбия. Версайският договор от 1783 година дава река Гамбия на Обединеното кралство, като Франция задържа малък анклав в Алберда на северния бряг на реката, който е отстъпен на Великобритания през 1857 година.
Повече от 3 милиона роби са били продадени от района през трите века на трансатлантическата търговия с роби. През 1807 година търговията с роби е забранена в Британската империя и британците опитват неуспешно да прекратят търговията с роби от Гамбия. Те изграждат военния пост Батхърст (сега Банджул) през 1816 година. През последващите години, Банджул е под юрисдикцията на британския генерал-губернатор в Сиера Леоне. През 1888 година Гамбия става отделна колония.
След Втората световна война конституционните реформи се ускоряват. След общи избори проведени през 1962 г., през 1963 г. е създадено самостоятелно правителство. Гамбия постига независимост на 18 февруари 1965 година като конституционна монархия в Обществото на народите. На 24 април 1970 година Гамбия става република след референдум.
До военния преврат през юли 1994 г. начело на Гамбия е президентът сър Давда Кайраба Джавара, който е преизбиран пет пъти. Относителната стабилност на ерата на Джавара е прекъсната от първия неуспешен опит за преврат през 1981 година.
Впоследствие на неуспешния преврат Сенегал и Гамбия подписват договор за конфедерация през 1982 година. Конфедерацията Сенегамбия се стреми да слее въоръжените сили на двете страни и да обедини двете икономики и валути. Гамбия се оттегля от конфедерацията през 1989 година.
През юли 1994 г. Временният управляващ съвет на въоръжените сили (AFPRC) сваля правителството на сър Давда Джавара. Лейтенант Яйя Джаме, председател на AFPRC, става държавен глава. AFPRC обявява план на преход за връщане към демократично цивилно правителство. Временната независима избирателна комисия (PIEC) е създадена през 1996 г., за да води националните избори. PIEC е трансформирана в независима избирателна комисия (IEC) през 1997 г. и става отговорна за регистрация на избиратели и начин на провеждане на избори и референдуми. В края на 2001 и началото на 2002 г. в Гамбия се провеждат президентски, парламентарни и местни избори, които чужди наблюдатели сметнаха за свободни и честни. Преизбран е президентът Яйя Джаме, а в националната асамблея водеща е APRC след като главната опозиционна партия Обединена демократическа партия (UDP) бойкотира изборите.
На 3 октомври 2013 г. Гамбия напуска Общността на нациите. Администрацията на Яйя Джаме променя името на страната на Ислямска република Гамбия през декември 2015 г. През януари 2017 г. нововстъпилият в длъжност президент Адама Бароу връща обратно името Република Гамбия.

## Държавно устройство
Гамбия е президентска република. Глава на държавата е президент, избиран за 5 години. Той оглавява правителството. Законодателен орган е Националното събрание (49 депутати, от които 45 се избират пряко, а 4 се назначават от президента).

## Административно деление
В административно-териториално отношение Гамбия се състои от 6 региона:
1. Долноречен регион
2. Централноречен регион
3. Севернобрежен регион
4. Горноречен регион
5. Западен регион
6. Банджул

Регионите са разделени на общо 43 окръга.

## Икономика
Гамбия е аграрна, слабо развита страна. В аграрния сектор са заети 85% от трудоспособното население. Отглеждат се главно фъстъци (над 100 хил. т.) годишно, ориз, просо, сорго, царевица. Животновъдство – едър рогат добитък, овце и кози. Промишлеността – предприятия за първична преработка на селскостопанска продукция (фъстъци), дрехи, обувки и тъкани. Запаси от титано-железни пясъци (1 млн. т.), висококачествена глина и кварцов пясък.
В страната няма жп линии, общата дължина на шосета е 3 хил. км. Главно пристанище е столицата Банджул. Международно летище – Юндум.

## Население
Населението на Гамбия наброява 1 782 893 жители (2009 г.). Гъстотата на населението е 114,2 жит. на кв. км. Населението на възраст от 0 до 14 г. е 44,1%, от 15 до 64 години е 53,2% и над 64 години – 2,3% (2007 г.). Естественият прираст е 27%. Раждаемостта в страната е 39%, а средната смъртност е 12% (2007 г.). Средна продължителност на живота – мъже – 52,68 г., жени – 56,46 г. (2007 г.).
Много етнически групи живеят в Гамбия без междуплеменни раздори, всяко племе е запазило своя собствен език и традиции. От населението на Гамбия 99% са африканци (племето мандинка е най-голямо – 42%, следвано от фула – 18%, волоф – 16%, йола – 10%, серахюле – 9% и други – 4%. Приблизително 3500 неафриканци живеят в Гамбия, включително европейци и семейства от ливански произход (грубо 0,23% от цялото население).
Повече от 90% от населението на Гамбия са мюсюлмани (сунити), 9% са християни и 1% местни вярвания. Гамбийците празнуват празниците и на двете религии са много толерантни в това отношение.
Основен говорим език в страната е английски. Други преобладаващи местни езици са: мандинка, волоф, фула и др.
По-малко от половината – 40,1% от населението на страната е грамотно (2003 г.).

## Други
- Комуникации в Гамбия
- Транспорт в Гамбия
- Армия на Гамбия
- Външна политика на Гамбия